# Cube 2: Sauerbraten
Cube 2: Sauerbraten је видео игра слична Quake-у - пуцачина из првог лица која ради на Windows, Linux, FreeBSD и Mac OS X користећи OpenGL и SDL. Игра поседује оба мода: single-player и multiplayer игру и садржи унутар саме игре едитор нивоа. Покретач видео игре је слободни софтвер отвореног изворног кода, под zlib лиценцом, са комерцијалном подршком од стране програмера, Dot3 Labs. Садржај саме игре је издат по великом броју различитих не бесплатних лиценци. Циљ пројекта није био да се направи игра која поседује много могућности и квалитетну графичку подршку, већ да дозволи едитовање мапа унутар саме игре у реалном времену, док сам изворни код остаје "мали" и "елегантан" .
Игра је настала као редизајн Cube покретача игара, и у почетку, само за програмере, издата је 27. фебруара 2004. године. Једно од последњих издања, названо "Justice Edition", појавио се 19. јула 2010. године, додајући два нова модела за играче, тридесет нових мапа креираних од саме заједнице, неколико нових модова за саму игру, укључујући "Efficiency CTF", "Efficiency Hold", "Efficiency Protect", "Hold", и "InstaHold"; мини мапу - радар, сат, ноце нишане, између осталог. Последње издање је названо "Collect Edition" и издато је 4. јануара 2013. године.
Cube 2: Sauerbraten покретач је написан у C++ и OpenGL. Mozilla истраживач, Alon Zakai, креирао је BananaBread демо користећи Emscripten да би портовао C++ код у JavaScript и WebGL.

## Играње
Игра тренутно поседује singleplayer и multiplayer начин игре - мод. Multiplayer се углавном остварује путем LAN конекције, локално, и путем онлајн игре. Када играте онлајн, тада вам се са главног сервера шаље листа на којим можете играти. Понуђени начини игре - модови су Free-For-All (слобода за све)(свако за себе, сва оружја су доступна), InstaGib (deathmatch, само пушке), Capture (заузми)(где се тимови такмиче за контролу на мапи, сва оружја доступна), Capture the Flag (зароби заставу)(два тима се боре за поседовање заставе другог тима и да ту исту заставу донесу у своју базу), Teamplay (заједничка тимска игра - да би победили потребно је да надмашите непријатељски тим), Tactics (тактички начин игре који подсећа на слобода за све, али играчи добијају опрему на почетку игре и само им је она доступна током целе игре), Efficiency (Ефикасност - подсећа на слобода за све, али играчи добијају сву могућу опрему) InstaHold, где два тима морају да поседују заставу минимум 20 секунди да би остварили бодове; Collect (Скупити - убиј другог играча и покупи његову ознаку, која мора бити враћена у базу), и Protect (Заштитити - борба за туђу заставу док своју морате сачувати). Insta (моментално) добијање оружја, или Тимске верзије неких модова саме игре су доступни, како за заједничко едитовање мапа тако и онлајн игра—једна од Cube 2 најпопуларније могућности. Ту су такође и single-player модови који представљају и епизодичну игру као и дедмеч мод игре на multiplayer мапама са ботовима уместо људских противника.

## Развој
Cube 2: Sauerbraten дели највише свој дизајн и филозофију са својим претходником, али користи нови 6-дирекциони поглед према висинским пољима (или октално стабло) за модел света. Октал, у Sauerbraten-у, је коцка која може да се подели у осам мањих коцки; те мање коцке су такође октали, и могу се и даље делити на мање делове. Ово је омогућило много комплекснији ниво дизајна самих нивоа и геометрије и уједно је упростило едитовање истих.

### Едитовање у реалном времену
Сваки коцкасти део чвора у окталном стаблу приказује опсег рендеровања, или тип "Marching" (кретања) коцке, који се односе на саму коцку, где се свака ивица коцке може продужити или скратити да би почетну коцку деформисало у велики број различитих облика. Углови коцке се такође могу "гурнути" или "повући" да би се креирале криве. Оно што видиш то и добијеш едитовање у реалном времену је омогућило дизајнерима да додају више детања мапама, док уједно и смањује време за креирање самог садржаја. Ово је различито у односу на 3D покретаче који имају полигонско појачање који узимају генерисани модел случајне серије троуглова из екстерног програма моделирања и који покушавају да просторно поделе моделе троуглова и да их након тога убаце у стабло саме структуре, као што је Бинарна подела простора или чак једно октално стабло, које захтева припрему за прављење. Cube 2-ова новина лежи у томе је свет репрезентација  окталног стабла, или Marching коцки, док структуре саме за себе, генеришу ефикасне пакете троуглова помоћу графичког процесора да би се рендеровали - приказали, без потребе за додатним временом које се троши приликом саме припреме.

### Начин превођења покретача
Cube 2-ов начин превођења је дизајниран за модерно окружење графичких процесора, који се најбоље користе са великим пакетима геометријских објеката који се већ налазе у видео меморији. Осветљење је пребачено у lightmaps—фајлови самих слика који одговарају геометријском објекту као текстура—за ефикасније паковање истих, са додатном дирекционом компонентом, која омогућава ефикасније коришћење ефеката самог осветљења. Оригинални Cube-ов начин за превођење је подразумевао прекорачење (где полигони који се не појављују у завршној сцени су полузаклоњени преко z-buffer-а) које је било процесорски више интензивније и захтевније него слање нових токова самих троуглова графичкој јединици за сваки фрејм, што је лимитирало перформансе на модернијем хардверу где проток меморије има већи капацитет. Најновије издање (почевши са "CTF" едицијом) подржава пребацивање система видљивости (PVS) за графичке картице које не могу подржати хардверско апсорбовање.

### Tesseract
Tesseract је напреднија верзија Cube 2 покретача као и "fork" (развојни софтвер) од Cube 2 Sauerbraten видео игре. Игра нуди бољу графику, али има веће системске захтеве.

## Рецепција
Игра је приказана на Бургер кинговој телевизијској реклами. Такође је добила 4 од 5 звездица у MacWorld UK рецензији и била је поменута унутар "Issue 3" чланку Games for Windows званичном магазину (као и у "101 Free Games" чланку), где је описана као "перфектна игра како за оскудне тако и за креативне играче ".
"CTF" верзија је добила рецензију од стране Phoronix, сајт који врши рецензије хардвера и софтвера који су фокусирани на Linux-у , као и на Linux.com, веб сајт који пружа новости о слободним софтверима отвореног кода.